# Benito Juárez, Yucatán
Benito Juárez är en ort i Mexiko.   Den ligger i kommunen Tekax och delstaten Yucatán, i den östra delen av landet, 1 000 km öster om huvudstaden Mexico City. Benito Juárez ligger 123 meter över havet och antalet invånare är 224.
Terrängen runt Benito Juárez är huvudsakligen platt. Benito Juárez ligger nere i en dal. Runt Benito Juárez är det glesbefolkat, med 18 invånare per kvadratkilometer. Närmaste större samhälle är Huntochac, 12,4 km söder om Benito Juárez. I omgivningarna runt Benito Juárez växer i huvudsak städsegrön lövskog.